# Приетрж
Приетрж (на словашки: Prietrž) е село в югозападна Словакия, в Търнавски край, в окръг Сеница. Според Статистическа служба на Словашката република към 31 декември 2020 г. селото има 745 жители.
Разположено е на река Миява, на 7 km източно от Сеница. Площта му е 24,67 km². Кмет на селото е Дана Блажкова.